# Sardrūd
Sardrūd (persiska: سردرود, سَردارود, سَرد رُّد) är en ort i Iran.   Den ligger i provinsen Östazarbaijan, i den nordvästra delen av landet, 500 km nordväst om huvudstaden Teheran. Sardrūd ligger 1 364 meter över havet och antalet invånare är 24 858.
Terrängen runt Sardrūd är platt åt nordväst, men åt sydost är den kuperad. Runt Sardrūd är det tätbefolkat, med 459 invånare per kvadratkilometer. Närmaste större samhälle är Tabriz, 14,0 km öster om Sardrūd. Trakten runt Sardrūd består i huvudsak av gräsmarker.